# Imperiul Trapezuntului
Imperiul Trapezuntului (Trabzon, Trebizond) a fost un stat succesor al Imperiului Bizantin.

## Fondare
Când cruciații au ocupat Constantinopolul în 1204, Alexios Comnen, nepotul împăratului Andronic I Comnen și al regelui George III al Georgiei, a fugit cu fratele său în orașul Trapezunt, pe coasta Mării Negre, unde, cu ajutorul mătușii sale Tamara a Georgiei, a creat un stat între Soterioupolis (azi Borça) și Sinope, mai târziu chiar și în Crimeea.
Împărații din Trapezunt s-au intitulat Megas Comnen și în primă fază s-au mai numit și Împărat al romanilor, deoarece se credeau urmașii de drept ai împăraților bizantini, însă acest titlu a fost cedat împăratului de la Constantinopol, titlul celui din Trapezunt fiind înlocuit cu Împărat și Autocrat peste tot Estul, peste Iberia (Caucaz, nu Spania) și peste provinciile Transmarine. Statul se mai numea și "Imperiul Comnenid", după dinastia care a domnit în Trapezunt.

## Prosperitate
Imperiul Trapezuntului a fost într-o continuă competiție pentru supremație cu Imperiul de la Niceea, mai târziu devenit Imperiul Bizantin, cu Sultanatul de la Iconium, cu turcii otomani, dar și cu Republica Genoveză. Trapezuntul a fost un imperiu mai mult cu numele, supraviețuind două secole și jumătate doar faptului că dușmanii săi se luptau între ei și că fiicele împăratului erau dăruite ca soții diferiților conducători.
Când Bagdadul a căzut în mâinile mongolilor în 1258, Trapezuntul a devenind un punct comercial important, din cauza Drumului Mătăsii. Marco Polo a trecut prin Trapezunt, în 1295, în drum spre Veneția. Sub Alexios III Megas Comnen, orașul a devenit unul din centrele comerciale cele mai importate din lume.

## Războiul civil și decăderea
La început, imperiul era puternic din punct de vedere militar, însă după moartea lui Manuel I Megas Comnen (1238-1263), Imperiul a pierdut multe provincii în favoarea turcmenilor. Mai târziu, Trapezuntul a fost nevoit chiar să plătească tribut Sultanatului din Rum și Persiei mongole. Domnia lui Ioan al II-lea Megas Comnen (1280-1297) a însemnat o încercare de reconciliere cu Imperiul Bizantin și sfârșitul pretențiilor Trapezuntului asupra coronei bizantine. Din secolul al XIV, Trapezuntul a scăzut considerabil, imperiul rămânând doar cu capitala și puține orașe și porturi.
Manuel al III-lea Megas Comnen s-a aliat cu Timur Lenk, și a profitat după victoria aliatului său asupra otomanilor la Ankara. Dar după aceea, imperiul a continuat să scadă, călătorul Pero Taful, care a vizitat orașul în 1437, a scris că imperiul avea mai puțin de 4000 de soldați.
Ioan al IV-lea Megas Comnen (1429-1459) nu a putut ajuta Constantinopolul în 1453, când a fost cucerit de către turci. Dar Trapezuntul a rezistat asediului pe mare a sultanului Murad II, în 1442. În 1456, un guvernator otoman a atacat Trapezuntul, luând mulți prizonieri și ucigând mulți mai mulți. Pregătindu-se pentru un nou atac, Ioan al IV-lea și-a căsătorit fiica cu Uzun Hassan, sultanul din Ak Koyunlu, dușmanul turcilor otomani. A avut sprijin de asemenea de la regele Georgiei și emirii din Sinope și Karamania. Însă când fratele lui Ioan, David al II-lea al Trapezuntului, a ajuns pe tron, a rupt aceste alianțe, sperând să fie ajutat de puterile europene. Dar n-a fost așa, în 1461, sultanul Mehmed al II-lea Fatih a cucerit Sinope, l-a înfrânt pe Uzun Hassan, apoi a cucerit Trapezuntul pe 15 august. Ultimul urmaș al Imperiului Roman se sfârșise.

## Lista împăraților din Trapezunt

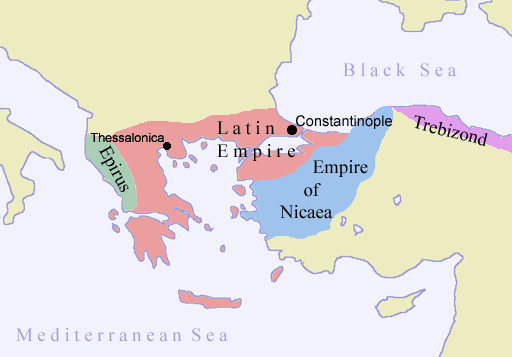
Statele succesoare ale Imperiului Bizantin în 1204

- Alexios I Megas Comnen (1204–1222)
- David I Megas Comnen (1204–1214)
- Andronic I Megas Comnen (1222–1235)
- Ioan I Megas Comnen (1235–1238)
- Manuel I Megas Comnen (1238–1263)
- Andronic II Megas Comnen (1263–1266)
- George Megas Comnen (1266–1280)
- Ioan II Megas Comnen (1280–1284)
- Teodora Megale Comnen (1284–1285)
- Ioan II Megas Comnen (revenit, 1285–1297)
- Alexios II Megas Comnen (1297–1330)
- Andronic III Megas Comnen (1330–1332)
- Manuel II Megas Comnen (1332)
- Vasile Megas Comnen (1332–1340)
- Irina Paleolog (1340–1341)
- Anna Megale Comnen (1341)
- Mihail Megas Comnen (1341)
- Anna Megale Comnen (revenit, 1341–1342)
- Ioan III Megas Comnen (1342–1344)
- Mihail Megas Comnen (revenit, 1344–1349)
- Alexios III Megas Comnen (1349–1390)
- Manuel III Megas Comnen (1390–1416)
- Alexios IV Megas Comnen (1416–1429)
- Ioan IV Megas Comnen (1429–1459)
- David II Megas Comnen (1459–1461)

## Listă de oameni din Trapezunt
- Bessarion, patriarh titular al Constantinopolului, astronom, matematician și filozof
- Mihail Panaretos, a scris o cronică a împăraților din Trapezunt până la Alexios al III-lea
- Grigore Choniades, mare astronom și savant
- Patriarhul Ioan al VIII-lea de Constantinopol
- Sfântul Eugeniu de Trapezunt, patronul spiritual al Imperiului Trapezuntului
- Sfântul Atanasie Athonitul, monahul care a întemeiat Mănăstirea Marea Lavră de pe Muntele Athos
- Sfântul Ioan cel Nou, martirizat in anul 1332 la Cetatea Alba